# Marijan Smolik
Marijan Smolik, slovenski leksikograf, literarni zgodovinar, liturgik, teolog, bibliotekar,  * 3. september 1928, Dob pri Domžalah, † 15. januar 2017, Ljubljana.

## Življenje
Po osnovni šoli na Koroški Beli (1934–1939) je opravil dva letnika Škofijske klasične gimnazije v Šentvidu nad Ljubljano (1939–1941). Med vojno je zasebno študiral na nemški gimnaziji, po vojni končal klasično gimnazijo v Ljubljani (1949). Po končanem študiju teologije (1955) in doktoratu (1963) je nadaljeval študij liturgike na Institut catholique v Parizu, kjer je dosegel magisterij (1965). Na Teološki fakulteti v Ljubljani je predaval liturgiko (1965–2003), bil je prodekan in dekan fakultete (1970–1976). Kot vodja Semeniške knjižnice v Ljubljani je obiskovalcem odkrival njeno knjižno in umetnostnozgodovinsko bogastvo ter bil na voljo raziskovalcem domače preteklosti. Je član domačih in tujih znanstvenih ustanov (Univerza laus, Arbeitsgemeinschaft der katolichen Liturgiedozenten, Internationale Arbeitsgemeinschaft für Hymnologie), papeški prelat (1977), dobitnik Čopove diplome za bibliotekarstvo (1979) in Trubarjevega priznanja NUK (2010). Leta 1998 je bil imenovan za zaslužnega profesorja Univerze v Ljubljani.

## Delo
Njegovo znanstvenoraziskovalno delo obsega razprave s področja liturgike, prenove bogoslužja po načelih 2. vatikanskega koncila, prevode liturgičnih knjig, raziskovanje domače verske in kulturne zgodovine; skupno nad 500 bibliografskih enot. Razprave, članke, biografije, ocene in zapise najdemo v teoloških, pastoralnih, zgodovinskih (Kronika, Časopis za zgodovino in narodopisje), jezikoslovnih (Jezik in slovstvo) in literarnih revijah. Z mnogimi prispevki je sodeloval pri Slovenskem biografskem leksikonu (1980–1991), v leksikonu Slovenska književnost (1982 in 1996), Enciklopediji Slovenije (1987–1988, 1991–1993, 1995, 1997–2002), Enciklopediji Jugoslavije (1989), Primorskem slovenskem biografskem leksikonu (1986) ter Ilustrirani zgodovini Slovencev (1999). V znanstvenih monografijah in razpravah se loteva predvsem zgodovinsko-liturgičnih tem, v strokovnih in poljudnih člankih obravnava pastoralno-liturgične teme, kot so: obnova bogoslužja, načini petja mašnih spevov, novi velikonočni obredi, novi brevir, liturgična in zasebna molitev, posvečevanje časa z liturgično molitvijo, molitvena drža, simbolika v obredih itd. Bil je sourednik za slovenski del hrvaške revije Služba božja v Makarski (1965–1968), urednik Bogoslovnega vestnika (1968–1973), zbirke Cerkveni očetje (od 1983) in revije Cerkev v sedanjem svetu (1967–1986). V prenovljeni in razširjeni izdaji Leto svetnikov je urednik, avtor mnogih življenjepisov novejših svetnikov in blaženih ter soavtor razlag Jezusovih in Marijinih praznikov.
Bil je dolgoletni vodja in strokovni sodelavec Knjižnice Teološke fakultete v Ljubljani, dolga leta je vodil Semeniško knjižnico in Škofijsko knjižnico v Ljubljani. 

## Izbrana bibliografija
- Popis virov za zgodovino slovenske cerkvene in nabožne pesmi. Ljubljana: [M. Smolik], 1963. (COBISS)
- Odmev verskih resnic in kontroverz v slovenski cerkveni pesmi od začetkov do konca 18. stoletja. Ljubljana: [M. Smolik], 1963. http://ezb.ijs.si/fedora/get/ezmono:ovr/VIEW/
- Semeniška knjižnica v Ljubljani. Maribor: Obzorja, 1975. (COBISS)
- Liturgika: Gradivo za dopisni katehetski tečaj. Ljubljana: Medškofijski katehetski svet, 1976. (COBISS)
- Bogoslužje v življenju kristjana. Ljubljana: Cirilsko društvo slovenskih bogoslovcev, 1986. (COBISS)
- Liturgika. Ljubljana: Družina, 1987. (COBISS)
- Cerkvene ljudske pesmarice na Slovenskem. Makarska: [s. n.], 1989. (COBISS)
- Oris zgodovine Mohorjeve družbe: ob stoštiridesetletnici. Celje: Mohorjeva družba, 1992. (COBISS)
- Leto svetnikov. Uredil Marijan Smolik. Celje: Mohorjeva družba, 1999–2001. (COBISS)
- Slovenščina v obrednikih.[mrtva povezava] Jezik in slovstvo 19/4 (1974), 117–123. (COBISS)
- Latinski rokopisni misal[mrtva povezava] Knjižnica 47/4 (2003), 51–62. (COBISS)